# Manuel Marani
Manuel Marani, född 7 juni 1984, är en före detta fotbollsspelare från San Marino, mest känd för att ha representerat San Marinos landslag. Han är sportchef för SS Murata.

## Karriär
I en match mot Irland i kvalet till EM 2008 gjorde Marani något tursamt ett mål som innebar ställningen 1–1. Målet kom i den 86:e minuten och San Marino såg ut att vara på väg mot ett av de främsta resultaten i landslagets historia, men Stephen Ireland avgjorde i sista minuten matchen till Irlands fördel.
Marani gjorde på nytt mål för San Marino i en 2–3-förlust mot Malta 2012. Målet innebar att han blev andre spelare efter Andy Selva att göra fler än ett mål för landslaget. Bedriften tangerades elva år senare av Filippo Berardi.
| Datum           | Plats                       | Motståndare | Mål | Slutresultat | Tävling           |
| --------------- | --------------------------- | ----------- | --- | ------------ | ----------------- |
| 7 februari 2007 | Stadio Olimpico, Serravalle | Irland      | 1–1 | 1–2          | Kval till EM 2008 |
| 14 augusti 2012 | Stadio Olimpico, Serravalle | Malta       | 1–0 | 2–3          | Vänskapsmatch     |

## Familj
Manuel Maranis far var Marino Marani (1952–2019), även han fotbollsspelare i Tre Fiori och SS Serenissima, senare domare i det sanmarinska mästerskapet.

## Meriter
- Coppa Titano: 2008[2]